# Bohutice
Bohutice är en ort i Tjeckien.   Den ligger i regionen Södra Mähren, i den sydöstra delen av landet, 190 km sydost om huvudstaden Prag. Bohutice ligger 261 meter över havet och antalet invånare är 612.
Terrängen runt Bohutice är lite kuperad. Runt Bohutice är det ganska glesbefolkat, med 34 invånare per kvadratkilometer. Närmaste större samhälle är Ivančice, 12,3 km norr om Bohutice. Trakten runt Bohutice består till största delen av jordbruksmark.